# Thierry de Héry
Thierry de Héry, né vers 1505 à Paris et mort en 1599 selon Jean Devaux (ou avant 1585 selon Ambroise Paré), est un barbier-chirurgien français et l'un des promoteurs en France du traitement mercuriel de la syphilis.

## Biographie
Il étudie la chirurgie à l'école de Saint Louis et à l'Hôtel-Dieu de Paris, où il est probablement le condisciple d'Ambroise Paré, de trois ou quatre ans son aîné.
Ami d'Ambroise Paré, ils suivent tous deux les armées de François Ier durant les guerres d'Italie comme chirurgiens. Après la bataille de Pavie (1525), il se rend à Rome où il soigne les malades atteints de vérole (syphilis) à l'hôpital San Giacomo degli Incurabili. C'est là qu'il apprend la méthode des frictions mercurielles, inventée par Berengario di Carpi , et qui était peu connue en Italie.
De retour en France, Héry applique la méthode avec prudence (application d'onguent mercuriel sur les lésions), ce qui lui vaut une grande réputation par rapport à l'utilisation du mercure par d'autres voies. Aussi bon commerçant que médecin, il acquiert une fortune immense, évaluée à plus de cent cinquante mille écus.
Il obtient le titre de Lieutenant du premier Barbier-Chirurgien du Roi.
On raconte qu'étant allé visiter l'église de Saint-Denis il demanda à voir le tombeau de Charles VIII devant lequel il se mit en prière. Puis il dit à ceux qui l'entouraient qu'il ne priait pas le prince mais adressait des prières à Dieu pour le salut de son âme, parce qu'il avait apporté en France une maladie qui l'avait, lui, comblé de richesses. Selon Nicolas Éloy, la même histoire est racontée pour d'autres médecins ou chirurgiens, et doit donc entrer dans le nombre des fables médiévales imaginées par des « esprits à saillies ».
Dans son avertissement au lecteur, préface à son dix-neuvième livre intitulé De la Grosse Vérolle de ses Œuvres complètes (1585), Ambroise Paré signale reprendre la plus grande part de ce qu'en a écrit le défunt Thierry de Héry, la première raison étant qu'il ne pourrait mieux faire pour enseigner le jeune chirurgien, et « la seconde, pour le faire renaistre, si possible m'estoit, pour la preud'hommie du personnage & bonne amitié que nous avions ensemble dès nos jeunes ans ».

## Contexte
La syphilis apparait au regard médical durant les guerres d'Italie de 1494-1495, et prend le nom de morbus gallicus ou « mal français », sauf évidemment en France, où les médecins lui donnent un autre nom. En 1552, c'est Thierry de Héry qui propose en français les termes de maladie vénérienne ou de grosse vairolle (sic). Il insiste sur la nouveauté de la maladie, «beaucoup plus fréquente et commune que connue », dans sa Méthode curatoire... il la définit ainsi :
« Une indisposition contre nature, causée de vapeur vénéneuse, par attouchement, principalement en compagnie charnelle, commençant le plus par ulcères des parties honteuses, pustules en la tête et autres parties extérieures, laquelle se cachant puis après aux intérieures...  »
Pour Héry, la vairolle est une seule et même maladie vénérienne, ainsi la blennorragie ou chaude-pisse n'est qu'un symptôme de la vérole. Il met en évidence le caractère distinctif du chancre syphilitique, son induration « les ulcères des parties honteuses spécialement calleux et durs en leur racine...  ».
La thérapeutique par mercure ou médication hydrargyrique est une vieille méthode empirique, familière à la médecine arabe qui traitait les maladies de peau par des applications à base de mercure natif, sous forme d' « onguent sarrasin » à 9 %. La médication est reprise par les Européens pour s'appliquer à la syphilis qui apparait alors comme une nouvelle maladie. De nouvelles formulations sont tentées au cours du XVIe siècle : emplâtres, pilules par voie buccale, fumigations de cinabre, lotions de sublimé...
Ces diverses méthodes font l'objet de discussions et polémiques. Jean Fernel s'y oppose, en étant un des premiers à identifier la stomatite mercurielle, complication toxique du traitement mercuriel, une des premières affection reconnue iatrogène. Toutefois, les promoteurs du mercure y voient un mal nécessaire, le venin de la syphilis étant censé s'éliminer par hypersalivation.
Thierry de Héry s'en tient à la méthode relativement plus prudente de l'onguent mercuriel, ou celle de l'infusion de bois de gaïac, en évitant « le flux de bouche », ce qui sera repris par Ambroise Paré. Quant à la pommade au calomel, elle sera utilisée comme traitement spécifique des lésions syphilitiques durant près de quatre siècles, jusqu'à l'arrivée des antibiotiques,.